# Île des Faisans
Île des Faisans (fr. także Île de la Conférence, hiszp. Isla de los Faisanes, bask. Faisaien uhartea lub Konpantzi) – mała wyspa na Bidasoa, rzece granicznej między Hiszpanią a Francją. Najmniejsze kondominium na świecie.
Najsłynniejszym wydarzeniem, jakie rozegrało się na wyspie Faisans było spotkanie w 1660 roku młodego króla Francji, Ludwika XIV, z jego wujem, królem Hiszpanii Filipem IV, z okazji zaślubin Ludwika z infantką, Marią Teresą, córką Filipa IV i Elżbiety Francuskiej.
Rok wcześniej małżeństwo to było przedmiotem negocjacji kardynała Mazarina i don Luisa de Haro, w ramach trzymiesięcznej konferencji (24 spotkania między 13 sierpnia i 7 listopada 1659, dniem zaślubin królewskich), równoległych do negocjacji w sprawie traktatu pokojowego zwanego traktatem pirenejskim. Od tej konferencji wywodzi się druga nazwa wyspy: Île de la Conférence. 5 i 6 czerwca 1660 Ludwik XIV i Filip IV spotkali się na wyspie, aby potwierdzić traktat pokojowy i małżeństwo, które zostało uroczyście zawarte w niedalekim Saint-Jean-de-Luz.
W 1861 roku oba kraje wspólnie ufundowały pomnik upamiętniający konferencję z 1659.

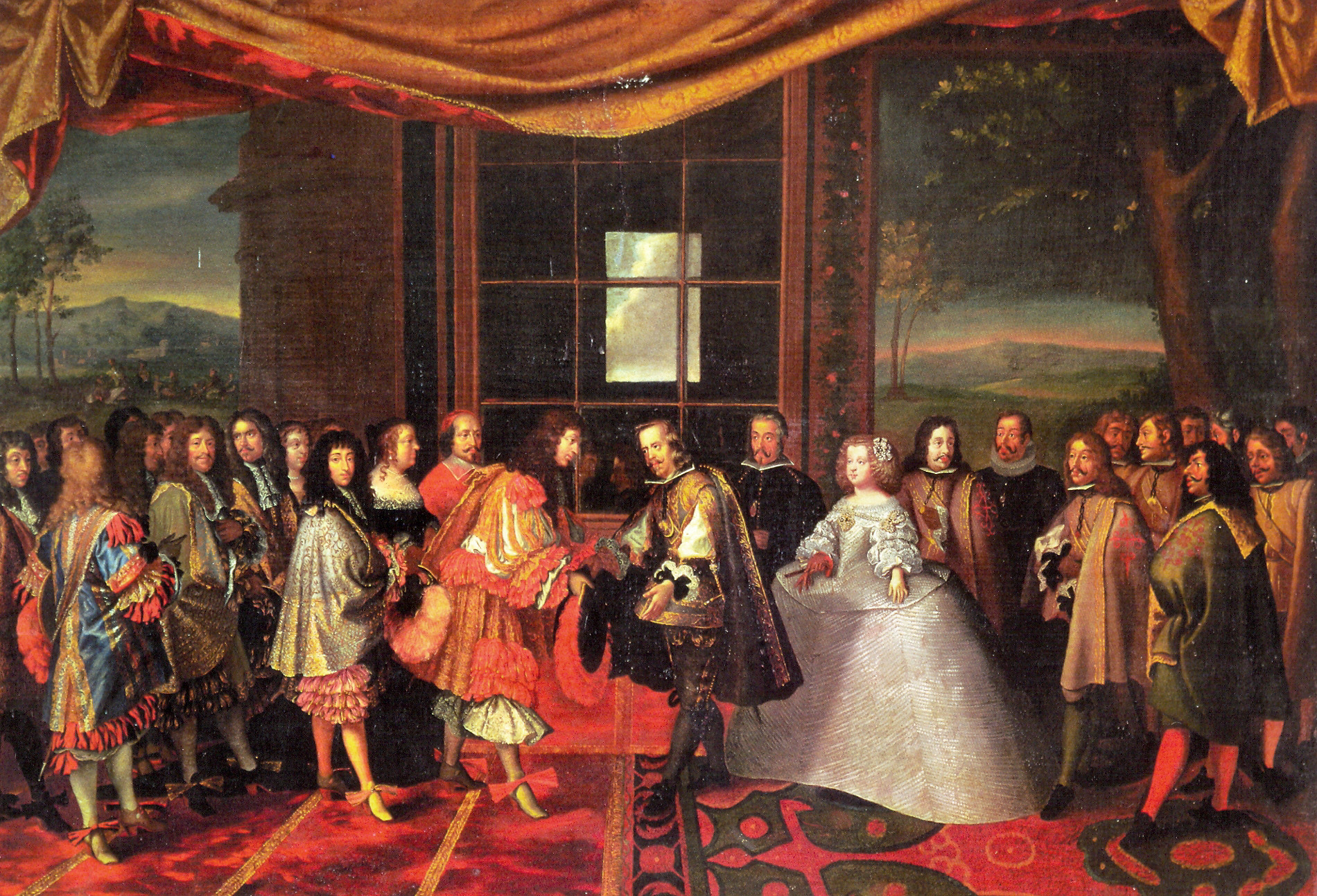
Spotkanie Ludwika XIV oraz Filipa IV na Île des Faisans w 1660

Od czasu traktatu pirenejskiego wysepka jest kondominium Francji i Hiszpanii, które sprawują zwierzchność nad wyspą na zmianę przez 6 miesięcy. Kondominium jest zarządzane przez dwóch wicekróli, oficerów marynarki wojennej, z których jeden jest dowódcą bazy Adour we Francji, drugi zaś bazy w Fuenterrabía i San Sebastián w Hiszpanii.